# Шеин, Алексей Семёнович
Алексе́й Семёнович Ше́ин (август 1652 — 12 февраля 1700) — русский государственный и военный деятель, боярин (с 1682), ближний боярин (с 1695), генералиссимус (28.06.1696 ?).

## Биография
Последний представитель древнего боярского рода. Единственный сын стольника Семёна Ивановича Шеина и Евдокии, дочери боярина князя Ивана Петровича Пронского. Его прадед Михаил Борисович Шеин командовал русскими войсками во время Смоленской войны 1632—1634 годов. Русские войска потерпели поражение. Михаил Шеин был обвинён в измене и казнён, а его семья сослана в Симбирскую губернию.
6 июня 1671 года Алексей Шеин присутствовал при казни Степана Разина на Болотной площади.
В 1666—1670 годах стольник царевича Алексея Алексеевича.
В 1670—1676 годах комнатный стольник (спальник) царя Алексея Михайловича.
В 1676—1682 годах комнатный стольник (спальник) царя Фёдора Алексеевича.
В 1680—1681 годах был воеводой в Тобольске (назначен в 1679 году)
В 1682 году, 25 марта, царевна Софья Алексеевна пожаловала ему боярство. 25 июня (5 июля) присутствовал при коронации Петра I и Ивана V. В ходе церемонии венчания на царство нёс шапку Мономаха, которой венчался старший Иван V Алексеевич. Осенью этого же года, в конце Стрелецкого восстания, 1-й воевода одного из 4-х полков городовых дворян, стягивающихся правительством к Москве.
В 1682 и 1686 годах глава Московского судного приказа.
В 1683—1684 годах воевода в Курске.
В 1687—1689 годах возглавлял Новгородский разрядный полк, участвовал с ним в Крымских походах 1687 и 1689 годов.
В августе—сентябре 1689 года, во время заговора Ф. Л. Шакловитого, сторонник царевны Софьи Алексеевны, затем Петра I.
В 1694 году, во время Кожуховского похода, потешных манёврах Петра I близ Москвы, воевода «у знамени».
В 1695 году получил титул — ближний боярин.

В 1695—1696 годах 1-й воевода Большого полка во время Азовских походов.
В 1696 году за взятие Азова царь Пётр наградил его специально отчеканенной золотой медалью в 13 червонцев, золотым кубком, который весил 6-7 фунтов (около 2,4 кг). Кроме того, «за службу в поход под Азовом» по указу Петра I от 27 декабря Шеин получил «в Алаторском уезде Барыжскую слободу крестьян и бобылей 305 дворов со всеми угодьи». Позже Пётр I назначил Шеина главнокомандующим всей армией, командующим артиллерией, конницей.
В 1697 году Шеин 1-й воевода Большого полка, служил в Азове, предотвратил попытку Османской империи вернуть крепость, разбив соединённые силы турок, крымских татар, адыгов и других. В этом же году руководил строительством морской гавани в Таганроге.
В 1697—1700 годах глава (судья) приказов: Иноземского, Пушкарского и Рейтарского.
В 1698 году организовал первую в России навигацкую школу. В этом же году Шеин совместно с Патриком Гордоном участвовал в подавлении стрелецкого бунта, руководил первым этапом расследования его обстоятельств. Позже Шеин попал в немилость Петра I за то, что не разоблачил связь стрельцов с царевной Софией. Когда Пётр I начал стричь боярские бороды, первым он состриг бороду Алексею Шеину.
По другой версии, немилость Петра была только временной ссорой из-за того, что Шеин слишком мягко наказал бунтарей-стрельцов, а бороду боярину состригли с его согласия.
Похоронен в Троице-Сергиевом монастыре.

## Память
- В 2005 году — установлен бюст Алексею Семёновичу в Тобольске (скульптор М. О. Лушников).
- В 2009 году — в Азове установлен памятник (скульптор М. О. Лушников и В. П. Мокроусов).
- Банком России 01.04.2013 были выпущены три памятных монеты, из серии «Выдающиеся полководцы и флотоводцы России», посвященные А. С. Шеину. На реверсах монет изображено:

На серебряной монете номиналом 3 рубля: на зеркальном поле диска слева — рельефный портрет А. С. Шеина c саблей в руке, справа у канта — рельефное изображение крепости, справа вверху вдоль канта — надпись: «А. С. ШЕИН», внизу — даты в две строки: «1662» и «1700», на втором плане — парусное судно на морской глади.
На серебряной монете номиналом 25 рублей: на зеркальном поле диска справа — рельефный портрет А. С. Шеина в парадном старорусском платье с булавой в руке, слева от него — на фрагменте каменной стены — картуш с датами в две строки: «1662», и «1700», за стеной — обобщенные символы военных побед и реформ: солдат в европейском платье, мортира, копье с вымпелом — значком, бердыш и знамя второго Азовского похода, на дальнем плане крепостная башня, в центре — весельная шлюпка и парусник на морской глади, справа вдоль канта — надпись: «А. С. ШЕИН».
На золотой монете номиналом 50 рублей: на зеркальном поле диска — рельефный портрет А. С. Шеина в европейском платье и парике, слева от него — даты в две строки «1662» и «1700», внизу вдоль канта — надпись: «А. С. ШЕИН».
- В 2023 году на Невском ССЗ заложили танкер «Алексей Шеин» (проект 23130[англ.])[13].

- Памятные монеты, посвященные А. С. Шеину
- Серебряная монета, номинал 3 рубля
- Серебряная монета, номинал 25 рублей
- Золотая монета, номинал 50 рублей

## Критика
Широко распространённое в литературе представление о Алексее Семёновиче Шеине, как о военачальнике, получившим чин генералиссимуса, не подтверждается официальными документами.